# Kathrin Zimmermann
Kathrin Zimmermann (Gera, 22 dicembre 1966) è un'ex nuotatrice tedesca.
Specializzata nel dorso, ha vinto la medaglia d'argento nei 200 m dorso alle Olimpiadi di Seoul 1988.

## Palmarès
- Olimpiadi
  - Seoul 1988: argento nei 200 m do.
- Mondiali
  - 1986 - Madrid: oro nella staffetta 4x100 m misti, argento nei 100 m dorso e bronzo nei 200 m dorso.
- Europei
  - 1983 - Roma: argento nei 200 m dorso.
  - 1985 - Sofia: argento nei 100 m e 200 m dorso.
  - 1987 - Strasburgo: argento nei 200 m dorso e bronzo nei 100 m dorso.